# M6 (carro armato)
L’M6 era un carro armato pesante statunitense che venne progettato nel 1940 con una massa di oltre 57 tonnellate munito di cannone da 76 mm oltre ad un cannoncino da 37 mm coassiale. Il carro armato non ebbe successo nonostante la sua potenza, soprattutto per le necessità di movimentazione attraverso l'Atlantico a bordo delle navi mercantili. Durante la seconda guerra mondiale venne privilegiata la maggiore maneggevolezza dell'M4 Sherman.

## Sviluppo
Nella primavera del 1940 il War Department statunitense avviò un programma relativo alla realizzazione di un carro armato pesante, comparabile per potenza di fuoco a quanto già realizzato negli anni precedenti in Europa. Il 20 maggio 1940 l'ufficio del Chief of Infantry mandò all'US Army Ordnace Department la richiesta per lo sviluppo di un carro pesante da affiancare al carro medio M2A1 allora in servizio. Rivelatosi inadeguato per le esigenze belliche il carro M2A1 non venne mai impiegato in azione, venendo sostituito sulle linee di costruzione dall'M3 General Lee. A seguito di questa richiesta l'Ordnace Department avviò il lavoro per la definizione del progetto.
La prima stesura prevedeva un carro multitorretta pesante circa 50 tonnellate. La torretta principale sarebbe stata armata con un pezzo T6 a bassa velocità da 75 mm, mentre le altre due torrette sarebbero state armate, una con un cannoncino da 37 mm, e l'altra con un cannoncino da 20 mm ambedue supportate da una mitragliatrice coassiale da 7,62 mm. Davanti e dietro lo scafo vi sarebbero state ulteriori quattro mitragliatrici da 7,62 mm su supporti a sfera. Il progetto fu approvato l'11 giugno 1940 con la designazione Heavy Tank T1. La costruzione dei prototipi fu affidata alla ditta Baldwin Locomotive Works.
Mentre si stava procedendo ai preparativi per la costruzione dei prototipi, e si effettuava la scelta del propulsore e delle soluzioni meccaniche da adottare, insorsero problemi legati alla soluzione prescelta per l'armamento. La soluzione multitorretta era stata abbandonata in Europa già da tempo, a causa di problemi legati alla complessa gestione di questi mezzi, dotati anche di un equipaggio troppo numeroso. Nell'ottobre 1940 i tecnici americani del War Department erano giunti alla medesima scelta dei colleghi europei. L'armamento del progetto T1 venne notevolmente semplificato, le torrette secondarie furono tutte cancellate e rimase solo quella principale.

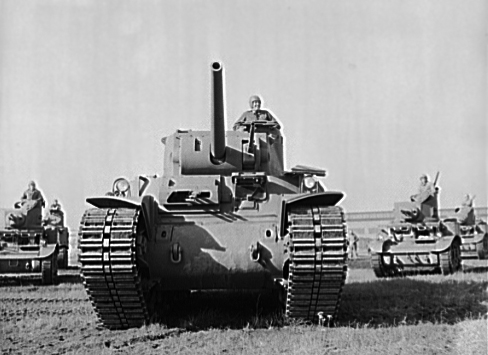
Raffronto tra le dimensioni dell'M6 e quelle del carro leggero M3 Stuart.

## Descrizione tecnica
L'equipaggio era formato da sei uomini: comandante, cannoniere e assistente cannoniere, collocati nella torretta, un addetto alla gestione delle munizioni posizionato nello scafo, conducente e assistente conducente seduti nella parte anteriore dello scafo. Il capocarro aveva il compito di azionare la mitragliatrice contraerea da 12,7 mm posizionata sul cielo della torretta. La propulsione si basava su un motore radiale di derivazione aeronautica Wright G-200 (Model 791C0GC1) Cyclone 9, a 9 cilindri raffreddati ad aria, della cilindrata di 29.873 cc, erogante 825 hp a 2.300 giri/minuto. La scelta del propulsore fu effettuata dalla Society of Automotive Engineers dopo una accurata analisi dei fabbisogni di potenza del nuovo carro armato. La capacità carburante era pari a 1.812 litri, mentre il consumo era di 1.132 litri per 100 km.
Le scelte per la corazzatura e la trasmissione generarono moltissime discussioni. Non riuscendo ad effettuare una scelta definitiva, la selezione venne demandata alla sperimentazione pratica. Alla Baldwin furono ordinati prototipi con sistemi di trasmissione e struttura dello scafo differenti. Vennero previsti inizialmente tre prototipi con trasmissione elettrica, due con convertitore di coppia e altri due con trasmissione idraulica. Alcuni di questi sarebbero stati dotati di corazzatura a piastre saldate, altri a piastre fuse. La sospensione era garantita in ogni fiancata, su tutti i prototipi, da quattro carrelli a due ruote e ammortizzatore a mollone orizzontale. La protezione laterale del treno di rotolamento era affidata ad una ampia scudatura a grembiule. L'armamento principale si basava su un cannone M7 da 76,2 mm dotato di 75 colpi. L'armamento secondario verteva su un cannone coassiale M6 da 37 mm con 202 colpi. Nella parte frontale dello scafo, in postazione scudata azionata dall'assistente del conducente, vi erano 2 mitragliatrici Browning M1919A4 da 7,62 mm, con 5.500 colpi complessivi e 2 mitragliatrici Browning M2HB da 12,7 mm dotate complessivamente di 6.900 colpi. Esse erano poste in altrettante feritoie all'estremità anteriore della scudatura frontale. Tali armi, con l'ausilio di servocomandi elettrici, erano gestite dal conducente. Sul cielo della torretta era installata una mitragliatrice Browning M2HB da 12,7 mm per il tiro antiaereo. Le prestazioni prevedevano una velocità massima di 35 km/h con un'autonomia su strada di 160 km, la possibilità di guado era pari ad 1,20 m, la massima trincea superabile era di 3,35 m, mentre il massimo ostacolo superabile era di 0,91 m.

## Impiego

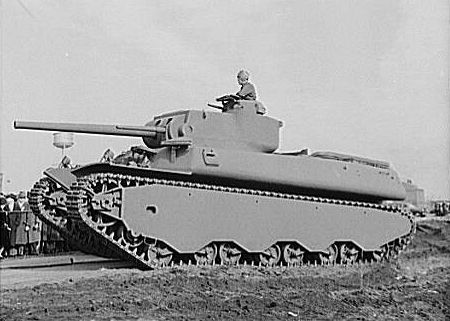
Presentazione alla stampa del prototipo T1E2.

Nel 1941 la Baldwin iniziò la costruzione dei due prototipi dotati di trasmissione idraulica. Quello con corazzatura a piastre fuse mantenne la denominazione T1, mentre quello a piastre saldate fu designato T1E4. Il T1E1 fu il prototipo con scafo fuso e trasmissione elettrica, mentre quelli con convertitore di coppia vennero designati T1E2, mentre quelli con convertitore di coppia e corazzatura saldata divennero T1E3.
La costruzione dei prototipi T1 e T1E4 non venne mai portata a termine per l'insorgere di numerosi problemi tecnici. La Baldwin costruì anche otto T1E2 che, nel dicembre 1942, a guerra già iniziata, vennero riclassificati M6. Sul finire del 1942 vennero consegnati dodici esemplari della versione M5A1 e venti della M6A2. La corazzatura di questi carri venne valutata positivamente dall'Ordnance Department, che considerò buona anche l'autonomia. L'unico difetto riscontrato fu la velocità massima, giudicata appena sufficiente. All'inizio del 1943 l'Ordnance Department, assieme all'Armored Corps, considerarono l'emissione di un primo ordine per la consegna di 115 carri, mentre si richiedevano fondi per una serie costruttiva di 1.000 esemplari.
Purtroppo, secondo i tecnici dell'Armored Corps, il peso di 57 tonnellate e l'ingombro del mezzo, avrebbe influito negativamente sulla movimentazione navale del carro. Inoltre l'Armored Corps sollecitava l'Ordnance Depertment a realizzare nuove versioni del carro medio M4 Sherman, sviluppando contemporaneamente nuovi carri pesanti. Per tentare di sbloccare il programma M6, l'Ordnance Department, nel corso del 1943, raccomandò alla Baldwin la progettazione di una versione pesante 77 tonnellate e con corazza frontale di 190 mm, designata M6A2E1. Il prototipo di questo carro avrebbe dovuto essere realizzato per conversione di un M6A2 di serie. L'idea non venne favorevolmente accolta dall'Armored Corps, che riteneva che il peso eccessivo avrebbe influito notevolmente sulla mobilità del mezzo, riducendone le possibilità di impiego. L'Ordnance Department valutò a lungo l'adozione di un armamento più potente. Si valutò di dotare un prototipo carro di un cannone T7 da 90 mm, ma poi si preferì modificare un T1E1 dotandolo di una torretta armata con un pezzo T5E1 da 105 mm. Tale trasformazione venne designata M6A2E1-1.
Questa operazione venne bloccata nell'agosto del 1944 dal deciso intervento del generale Eisenhower. La Baldwin Locomotive Works stava premendo per arrivare alla produzione di serie del mezzo, dichiarando che, in caso di ordine immediato, il primo esemplare di serie sarebbe stato consegnato in data 15 novembre 1944. Il generale Eisenhower fermò, tuttavia, ogni ulteriore investimento sul mezzo, giudicandolo una perdita di tempo e risorse a sfavore delle ultime versioni del carro medio M4 Sherman. Il 14 dicembre 1944 il carro M6 venne dichiarato ufficialmente obsoleto. Vari prototipi apparvero in film di propaganda e poi furono avviati alla demolizione.
Oggi un carro della versione M6A2 si può ammirare presso l'United States Army Ordnace Museum di Aberdeen, Maryland.

## Versioni
T1: prototipo con corazzatura a piastre fuse e trasmissione idraulica. Non completato per l'insorgere di problemi tecnici.
T1E1: un prototipo con scafo fuso e trasmissione elettrica.
T1E2: due prototipi dotati di convertitore di coppia.
T1E3: due prototipi dotati di convertitore di coppia e corazzatura saldata.
T1E4: un prototipo con corazzatura a piastre saldate e trasmissione idraulica. Non completato per l'insorgere di problemi tecnici.
M6: otto esemplari di preserie, già designati T1E2.
M6A1: versione realizzata in dodici esemplari (come i T1E3)
M6A2: versione realizzata in venti esemplari (come il T1E1)
M6A2E1: progetto di versione pesante 77 tonnellate e con corazza frontale di 190 mm. Non realizzata.
M6A2E1-1: un prototipo ricavato per trasformazione di un T1E1 dotato di torretta armata con un pezzo T5E1 da 105 mm.

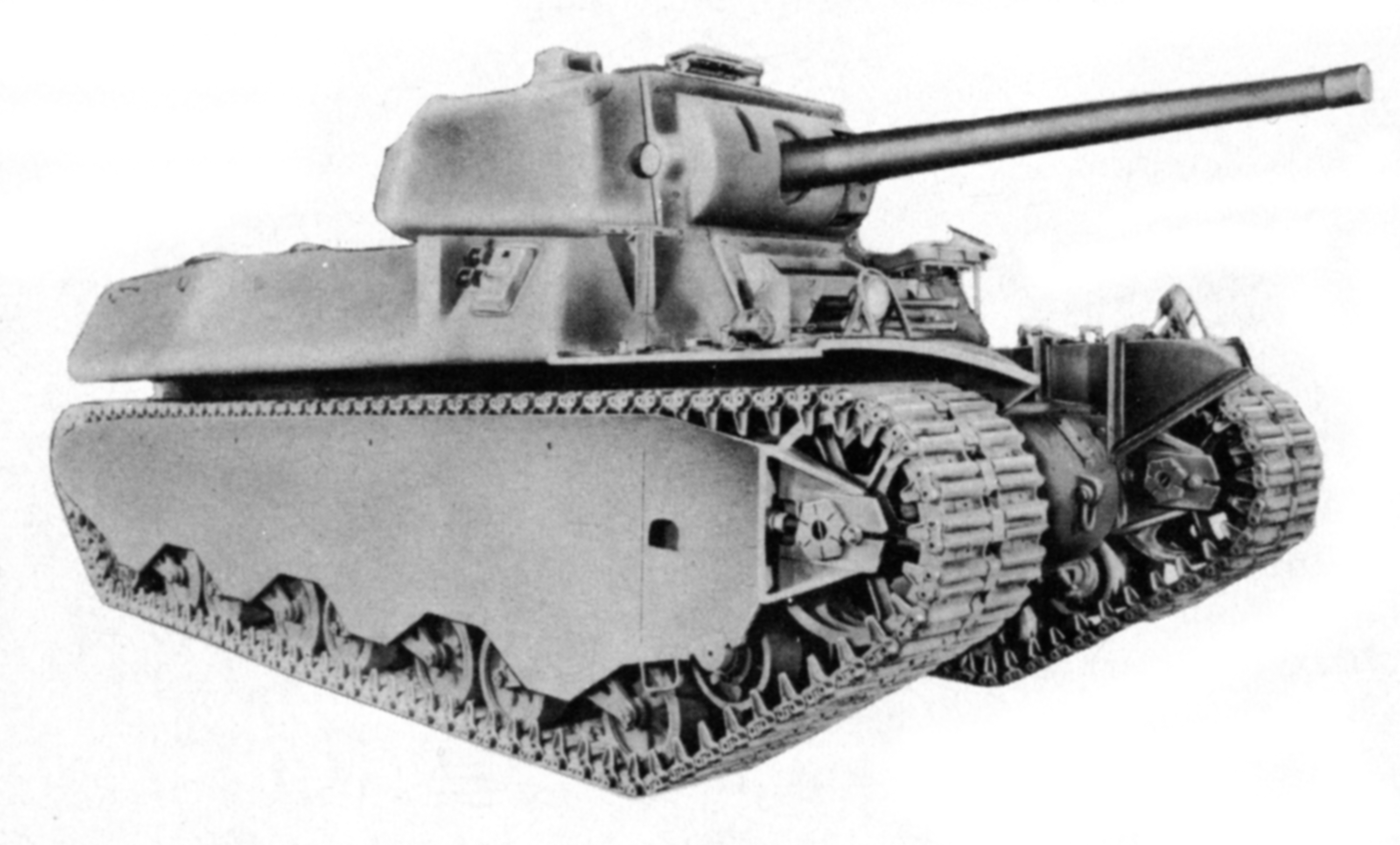
M6 .
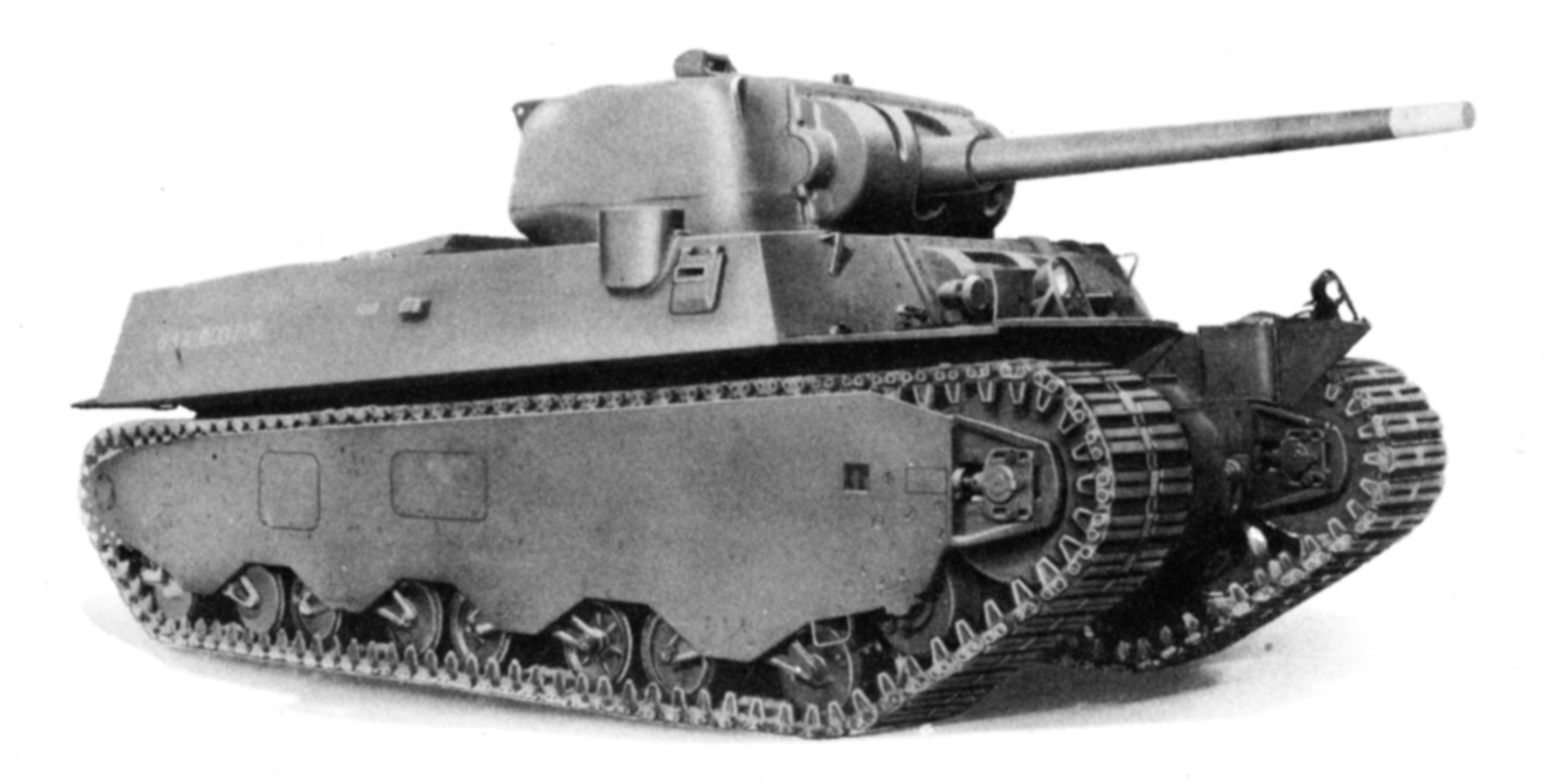
M6A1. Notare la sua corazzatura saldata ed angolare, opposta alla corazzatura fusa dell'M6 e del T1E1.
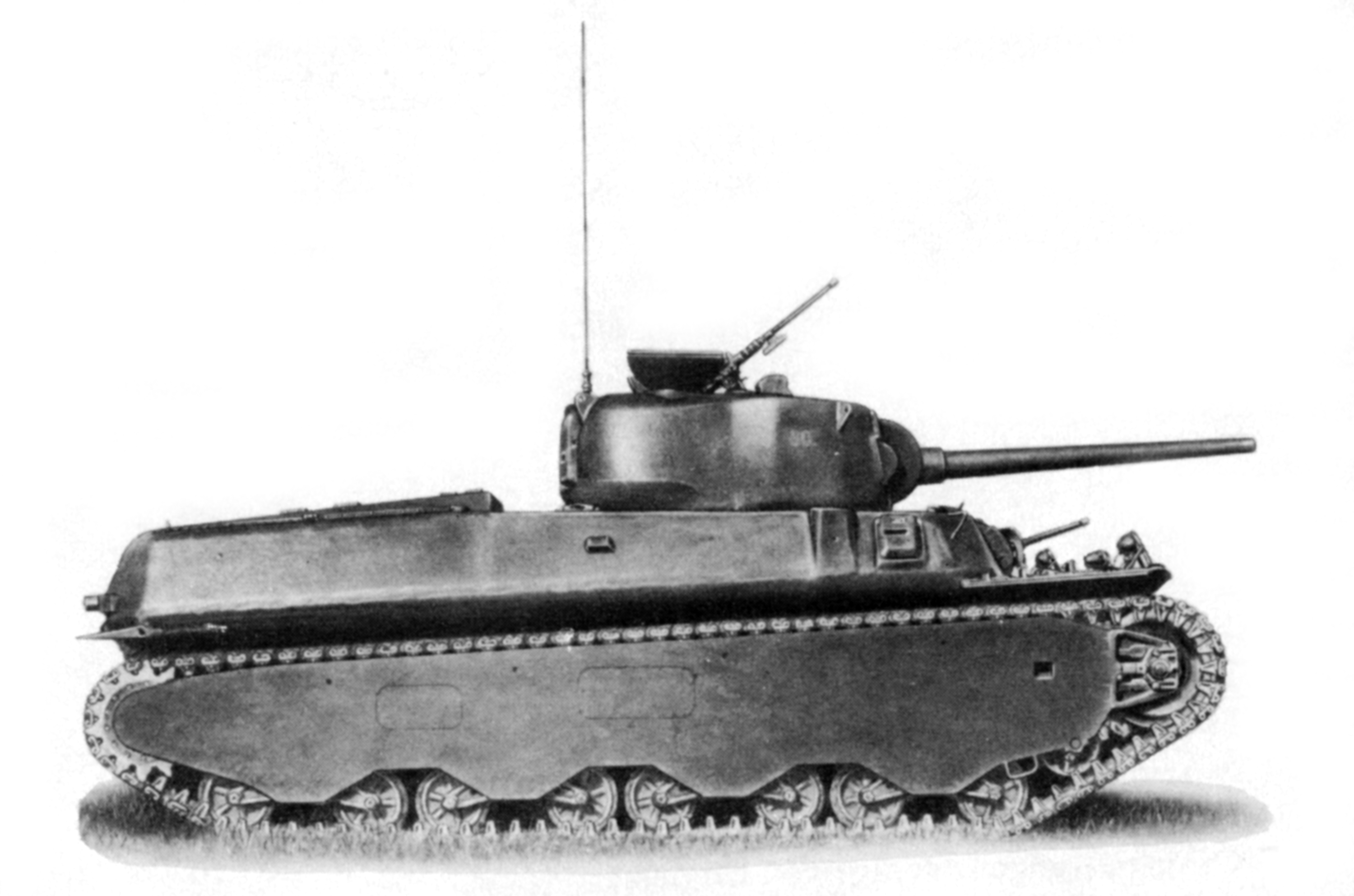
T1E1.
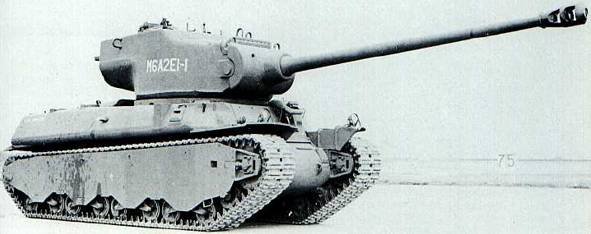
M6A2E1-1 presso l'Aberdeen Proving Ground il 7 giugno 1945.